# Seebach (ville de Zurich)
Pour les articles homonymes, voir Seebach (homonymie).
Seebach est un quartier de Zurich, se situant a l'extrême nord de la ville. Il forme l'arrondissement 11 de la ville avec les quartiers d'Oerlikon et d'Affoltern.
Seebach a été un village indépendant jusqu'en 1934, date de son rattachement à la ville de Zurich.

## Personnalités
- Petronella D'Acierno, guérisseuse, y a pratiqué.

Photo aérienne (1947)